# Monocentropus
Monocentropus là một chi nhện trong họ Theraphosidae.

## Các loài
Chi này gồm các loài:
- Monocentropus balfouri Pocock, 1897
- Monocentropus lambertoni Fage, 1922
- Monocentropus longimanus Pocock, 1903